# Lake Angelus
Lake Angelus – miasto w Stanach Zjednoczonych, w stanie Michigan, w hrabstwie Oakland.